# Нина Добрев
Николина Каменова Добрева (буг. Николина Каменова Добрева; Софија, 9. јануар 1989), познатија као Нина Добрев (буг. Нина Добрев), канадска је глумица бугарског порекла. Најпознатија је по својим улогама Елене Гилберт и Катерине Петрове, такође и у мањем делу још две Катеринине и Еленине двојнице Амару и Татиу, у ТВ серији Вампирски дневници, Телевизијске мреже CW.
Нина Добрев рођена је у Софији, Бугарска, и преселила се у Канаду са три године, одрасла је у Торонту, Онтарио. Течно говори француски, енглески и бугарски језик. Њена мајка је уметница, а отац програмер. Има и старијег брата који се зове Александар. Још од малих ногу, показала је велики ентузијазам и таленат за уметност: плес, гимнастику, позориште, музику и глуму.
Нина Добрев је похађала школу J. B. Tyrrell Sr. Public School и Wexford Collegiate School за уметност у Скарбороу, Онтарио. Студирала је социологију, али је напустила 2008. године како би започела глумачку каријеру.
Посао модела довео ју је до реклама, које су претворене у и филмске аудиције. Убрзо након тога, забележила је улоге у више играних филмова. Такође се појавила у МТВ филму The American Mall. Глумила је у драми Вампирски дневници, играјући двоструку улогу Катарине Пирс, вампирице коју су волела иста браћа док је још била човек током Америчког грађанског рата, као и Катаринину двојницу Елену Гилберт. Драму је напустила 6. априла по завршетку шесте сезоне, али се притом вратила у осмој и финалној сезони на захтев фанова драме на интернету и свим друштвеним мрежама. Добрев и звезда Вампирских дневника, Ијан Самерхолдер, били су у вези од септембра 2011. до маја 2013. године.

## Филмографија
| Улоге Нине Добрев |                          |                                 |                           |          |
| Година            | Српски назив             | Изворни назив                   | Улога                     | Напомена |
| 2006.             |                          | Repo! The Genetic Opera         |                           |          |
| 2006.             |                          | Playing House                   |                           |          |
| 2006.             |                          | Away from Her                   | Моника                    |          |
| 2006—2009.        | Деграси: Нова генерација | Degrassi: The Next Generation   |                           |          |
| 2007.             |                          | How She Move                    |                           |          |
| 2007.             |                          | The Poet                        |                           |          |
| 2007.             |                          | Too Young to Marry              |                           |          |
| 2007.             |                          | Fugitive Pieces                 |                           |          |
| 2007.             |                          | My Daughter's Secret            |                           |          |
| 2008.             |                          | Never Cry Werewolf              |                           |          |
| 2008.             |                          | The American Mall               |                           |          |
| 2008.             |                          | Mookie's Law                    |                           |          |
| 2008.             |                          | The Border                      |                           |          |
| 2008.             |                          | You Got That Light              |                           |          |
| 2008.             |                          | Eleventh Hour                   |                           |          |
| 2008.             |                          | Degrassi Goes Hollywood         |                           |          |
| 2008.             |                          | Chloe                           |                           |          |
| 2009.             |                          | Merry Madagascar                |                           |          |
| 2009—2017.        | Вампирски дневници       | The Vampire Diaries             | Елена Гилберт/Кетрин Пирс |          |
| 2011.             |                          | The Roommate                    |                           |          |
| 2011.             | Породични човек          | Family Guy                      |                           |          |
| 2011.             |                          | The Super Hero Squad Show       |                           |          |
| 2011.             |                          | Arena                           |                           |          |
| 2011.             |                          | The Perks of Being a Wallflower |                           |          |
| 2014.             | Хајде да будемо пандури  | Let's Be Cops                   | Џози                      |          |
| 2015.             | Последње девојке         | The Final Girls                 | Вики Самерс               |          |
| 2017.             | Танка линија смрти       | Flatliners                      | Марло                     |          |
| 2021.             | Љубавна замка            | Love Hard                       | Натали Бауер              |          |